# Groudle Glen Railway
| Bahnhof Lhen Coan |                     |                         |                         |
| |                     |                         |                         |
| Streckenlänge: | 0,9 km              |                         |                         |
| Spurweite: | 610 mm (2-Fuß-Spur) |                         |                         |
| |                     |                         |                         |
| \| \| \| Lhen Coan \| \| \| \| Lime Kiln Halt \| \| \| \| Headland loop Ausweiche \| \| \| \| Headland \| \| \| \| Sea Lion Rocks \| |                     |                         |                         |
| Kopfbahnhof Streckenanfang |                     | Lhen Coan               | Lhen Coan               |
| Haltepunkt / Haltestelle |                     | Lime Kiln Halt          | Lime Kiln Halt          |
| Dienststation / Betriebs- oder Güterbahnhof                                                                                          |                     | Headland loop Ausweiche | Headland loop Ausweiche |
| ehemaliger Haltepunkt / Haltestelle                                                                                                  |                     | Headland                | Headland                |
| Kopfbahnhof Streckenende |                     | Sea Lion Rocks          | Sea Lion Rocks          |

Die Groudle Glen Railway ist eine 0,9 km lange touristische Schmalspurbahn auf der Isle of Man, nordöstlich der Hauptstadt Douglas mit einer Spurweite von 610 mm.

## Historische Phase
Schon bei ihrer Eröffnung 1896 diente sie touristischen Zwecken, nämlich Urlauber in das mit der Manx Electric Railway erreichbare Tal Groudle Glen hinab zu einem gleichzeitig gegründeten Zoo auf dem Sea Lion Rock an der Steilküste zu bringen. Der Betrieb begann mit einer Dampflok und drei Personenwagen. Wegen steigender Fahrgastzahlen und entsprechenden wirtschaftlichen Erfolgs wurden eine zweite Dampflok und weitere Wagen hinzugekauft.
Während des ersten und ebenso später des Zweiten Weltkriegs wurde der Betrieb eingestellt.
1921 wurden die Dampfloks durch elektrische Akku-Lokomotiven ersetzt, die sich aber als so anfällig erwiesen, dass man nach wenigen Jahren die Dampfloks wieder reaktivierte.

## Niedergang
Während des Zweiten Weltkriegs wurde ein Teil der Strecke von einem Erdrutsch verschüttet. Der Zoo war zu Beginn des Krieges aufgegeben worden. Nach dem  Krieg wurde der Betrieb erst 1950 wieder eröffnet, jedoch stark reduziert und ohne festen Fahrplan. In der Sommersaison 1962 versagte die eingesetzte Lokomotive und der Bahnbetrieb wurde eingestellt. Eine der beiden Lokomotiven kam ins Amberley Working Museum in West Sussex, die andere wurde in Loughborough abgestellt. Die Bahnstrecke wurde zu einem Fußweg. Ein Teil der Gebäude wurde abgerissen.

## Wieder-Inbetriebnahme / Wiederbelebung
Im Jahr 1982 entschloss sich der Museumsbahn-Verein Isle of Man Steam Railway Supporters’ Association, die Kleinbahn zu reaktivieren. Zu Weihnachten 1983 konnte ein erstes Teilstück wieder befahren werden. Am 23. Mai 1986 wurde die Bahn offiziell wieder eröffnet. Seit 1987 ist die reaktivierte erste Lokomotive „Sea Lion“ wieder im Einsatz. Statt der im Museum stehenden zweiten ist ein Nachbau im Dienst. Weitere historische Loks und Repliken sind hinzugekommen.

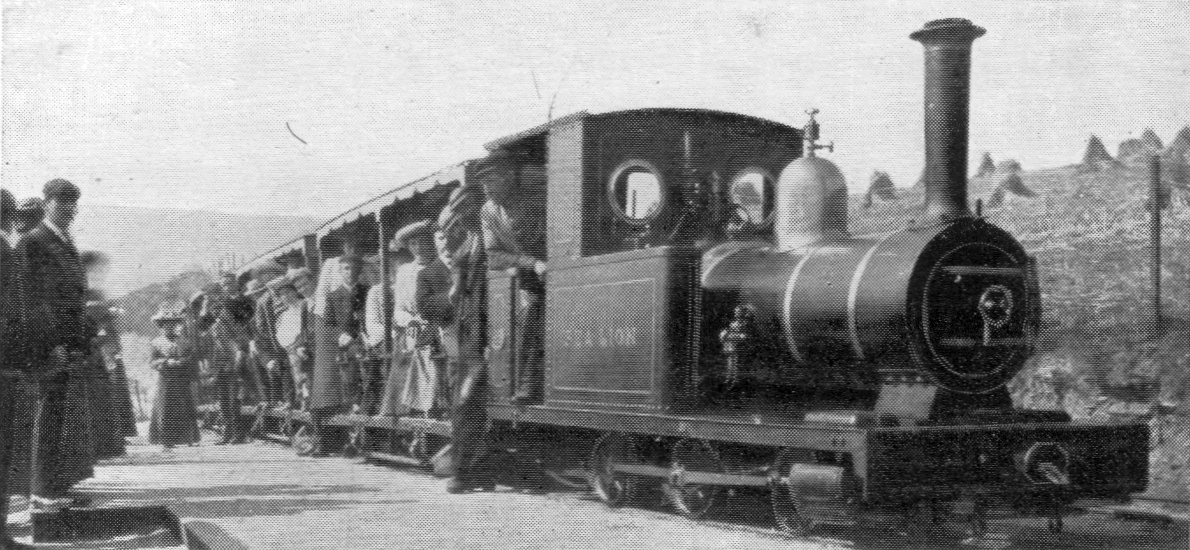
„Sea Lion“ mit Zug, 1910
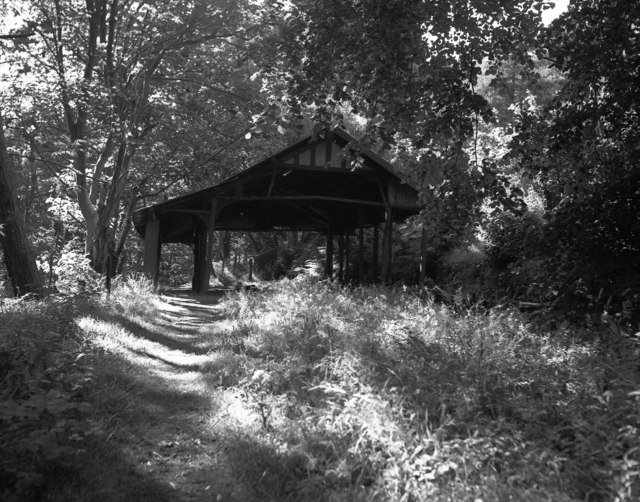
Bahnhof Lhen Coan im Jahr 1971
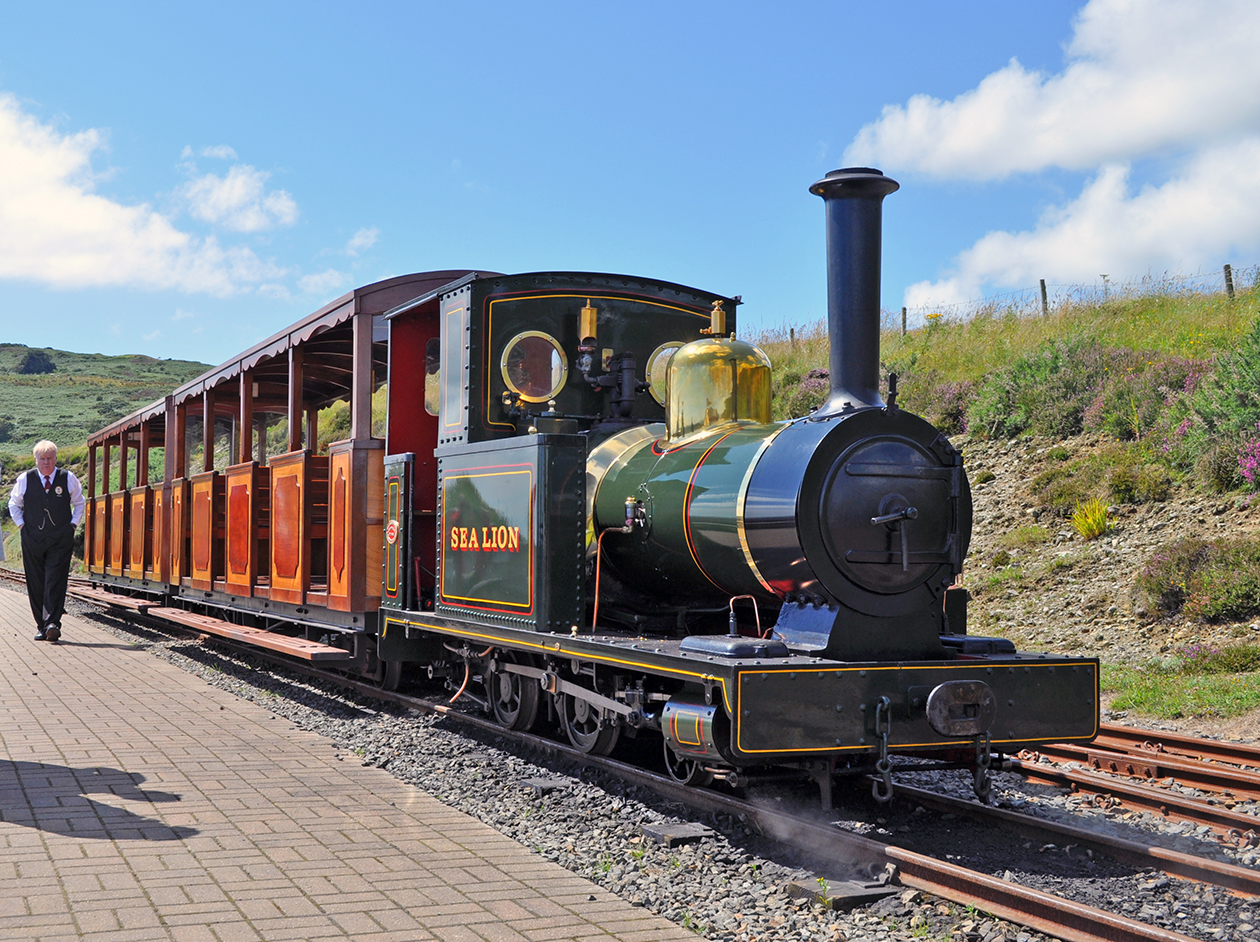
Zug mit Sea Lion im Bahnhof Sea Lion Rocks
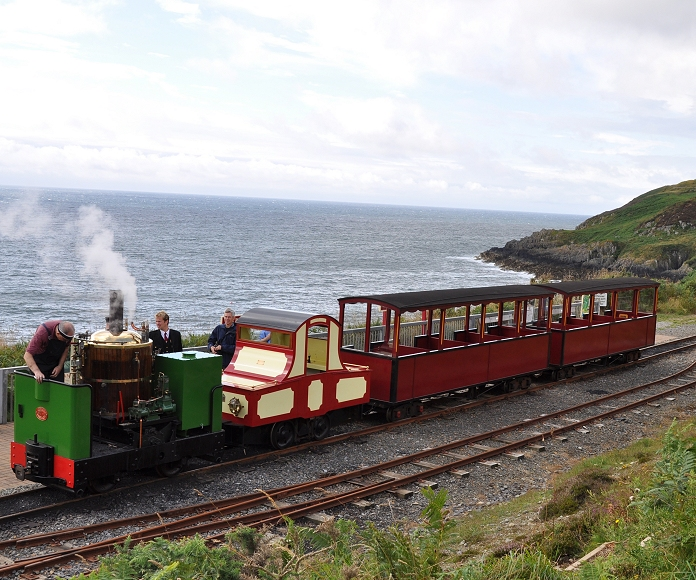
Zug mit Akkulok Polar Bear und Gastlokomotive mit vertikalem Kessel.